# Harry Pitt
Harry Raymond Pitt (3 juin 1914 - 8 octobre 2005)  est un mathématicien britannique.

## Biographie
Harry Raymond Pitt est né à West Bromwich en 1914, fils de Harry et Harriet Pitt. Il fréquente la King Edward's School, Stourbridge, avant de monter à Peterhouse, Cambridge.
De 1936 à 1939, il occupe une bourse à Peterhouse, période au cours de laquelle il passe environ un an à Harvard en tant que Choate Memorial Fellow. Il obtient un doctorat de l'Université de Cambridge en 1938 pour ses recherches sur les théorèmes taubériens, et porte un intérêt à long terme pour la théorie des probabilités.
En 1942, Pitt part travailler à Londres au ministère de l'Air et au ministère de la Production aéronautique.
En 1945, Harry Pitt est nommé professeur de mathématiques à l'Université Queen's de Belfast. En 1950, il s'installe à l'Université de Nottingham en tant que professeur de mathématiques pures. En 1962-1963, il traverse une fois de plus l'Atlantique pour devenir professeur invité à l'Université Yale.
En 1964, Pitt est nommé vice-chancelier de l'Université de Reading, poste qu'il occupe jusqu'en 1978.
Pitt est à l'Université de Reading pendant la rébellion étudiante de 1968. Lors d'un incident très médiatisé, lui et le registraire sont pris en otage par des étudiants et enfermés dans un bâtiment du campus. Mais il avait anticipé cette possibilité et s'échappe en utilisant un jeu de clés de rechange.
Entre 1975 et 1978, Pitt est président du Conseil central des admissions des universités, et entre 1984 et 1985, il est président de l'Institut de mathématiques et de ses applications, l'association des mathématiciens en exercice.
Pitt reçoit des diplômes honorifiques des universités d'Aberdeen (1970), Nottingham (1970), Reading (1978) et Belfast (1981). Il est élu membre de la Royal Society en 1957 et fait chevalier en 1978.